# لمن تقرع الأجراس
لمن تقرع الأجراس (بالإنجليزية: For Whom the Bell Tolls) هي رواية من تأليف الكاتب الأمريكي إرنست همينغوي صدرت في عام 1948. تحكي الرواية قصة روبرت جوردون الشاب الأمريكي المنتمي إلى الكتائب الدولية المرافقة لإحدى عصابات الحرب الشيوعية خلال الحرب الأهلية الإسبانية. وعُين روبرت جوردون، بصفته خبير في استخدام المتفجرات، ليقوم بتفجير جسر خلال هجوم على مدينة شقوبية. وتعتبر هذه الرواية على نطاق واسع من أعظم أعمال همينغوي بجوار ثم تشرق الشمس والشيخ والبحر ووداعا للسلاح.

## الأصل
كتب هيمنغوي رواية لمن تقرع الأجراس في عام 1939، في ثلاثة مناطق: هافانا، وكي ويست، وسون فالي. وفي كوبا، عاش في فندق أمبوس موندوس، حيث عمل على كتابة الرواية. وانتهى من كتابة الرواية في يوليو 1940 في فندق إنتركونتيننتال نيويورك باركلي في نيويورك ونشرت في أكتوبر.
وتستند الرواية إلى ذكريات هيمنغوي خلال الحرب الأهلية الإسبانية كمراسل لتحالف الصحف في أمريكا الشمالية وتتميز بأمريكي يقاتل إلى جانب حرب العصابات الإسبانية لصالح الجمهوريين. وتصف الرواية وحشية الحرب، وتُروى أحداثها من خلال أفكار وتجارب بطل الرواية، روبرت جوردان.
تتضمن الرواية شخصيات خيالية، وشخصيات مستوحاة من أشخاص حقيقيين ولكنها خيالية، وشخصيات حقيقية في الحرب. وتقع أحداث الرواية في جبال وادي الرملة بين مدريد وشقوبية، وتستغرق أحداثه أربعة أيام وثلاث ليال. أصبحت رواية "لمن تقرع الأجراس" خيارًا لنادي كتاب الشهر، وبيع منه نصف مليون نسخة خلال أشهر، وكان من المرشحين النهائيين لجائزة بوليتزر، مما يعد انتصارًا أدبيًا لهيمنغوي. نُشرت الطبعة الأولى في 21 أكتوبر 1940، وبلغت 75 ألف نسخة بسعر 2.75 دولارًا.
عنوان الرواية مأخوذ من تأملات الشاعر الميتافيزيقي جون دون حول الصحة والألم والمرض (كتبها عندما تعافى من مرض كاد أن يكون مميتًا) ونشرت في عام 1624 تحت عنوان "تأملات في المناسبات الطارئة"، وتحديدًا التأمل السابع عشر. حيث يقتبس هيمنغوي جزءًا منه (باستخدام تهجئة جون الأصلية) في مقدمة الكتاب.
حيث يقول جون دون: «لسنا جزر مستقلة بذاتها، كلنا جزء من القارة، جزء من كل. فإن جرف البحر حفنة من التراب نقصت أوروبا، وكذلك إن كان نتوء أو قصر صديقك أو قصرك؛ موت أي كائن ينتقص مني، فأنا معني بالبشرية، ولذا لا تراسلني أبدً لتسألني لمن تقرع الأجراس؛ إنها تقرع من أجلك.»
وبسبب شعبية رواية هيمنغوي، أصبح النص معروفًا لدى العديد من الأشخاص الذين لم يقرأوا أيًا من أعمال جون دون الأخرى.

## ملخص الرواية
تُحكى القصة في المقام الأول من خلال أفكار وتجارب روبرت جوردون الشخصية المستوحاة من تجارب هيمنغوي في الحرب الأهلية الإسبانية. يسافر روبرت جوردون الشاب الأمريكي إلى إسبانيا لمواجهة قوات فرانسيسكو فرانكو.
يأمر المشرف جوردون أن يتعدى حدود العدو لتدمير جسر مستعيناً بمجموعة من عصابات الحرب الذين كانوا يعيشون في الجبال القريبة. ويلتقي روبرت بماريا، واحدة من أعضاء عصابة الحرب هذه في مخيمهم، وهي مواطنة إسبانية شابة قد دمر اندلاع الحرب حياتها.
يتصادم إحساس روبرت القوي بأداء عمله مع كلاً من خوف قائد الحزب الجمهوري بابلو وعدم رغبته في الالتزام بهذه العملية السرية التي قد يكون لها تداعيات، ورغبة روبرت في التمتع في الحياة التي عززها حبه المكتشف حديثاً لماريا.
وتجسد الرواية وحشية الحرب الأهلية.

## الشخصيات
- روبرت جوردون – أستاذ لغة إسبانية في الجامعة، ومتخصص في عمليات التفجير.
- أنسيلمو - دليل روبرت جوردون العجوز.
- جولز – القائد الذي أمر بتفجير الجسر.
- بابلو - قائد جماعة مناهضة للفاشية.
- رافاييل - غجري مقاتل في العصابة، كسول وغير كفء.
- ماريا – عشيقة روبرت الشابة.
- بيلار – زوجة بابلو، امرأة عجوز لكن قوية، وهي القائد الفعلي للعصابة.
- أقوستين - مقاتل عصابات ذو ألفاظ قذرة في منتصف العمر.
- أل سوردو – قائد عصابة زميلة.
- فيرناندو – مقاتل عصابات في منتصف العمر.
- اندريس – عضو في عصابة بابلو.
- إلاديو – أخو أندريس وعضو في عصابة بابلو.
- بريميتيفو – مقاتل شاب في عصابة بابلو.
- جواكين – شيوعي شاب متحمس، عضو في عصابة سوردو.

## الأفكار الرئيسية

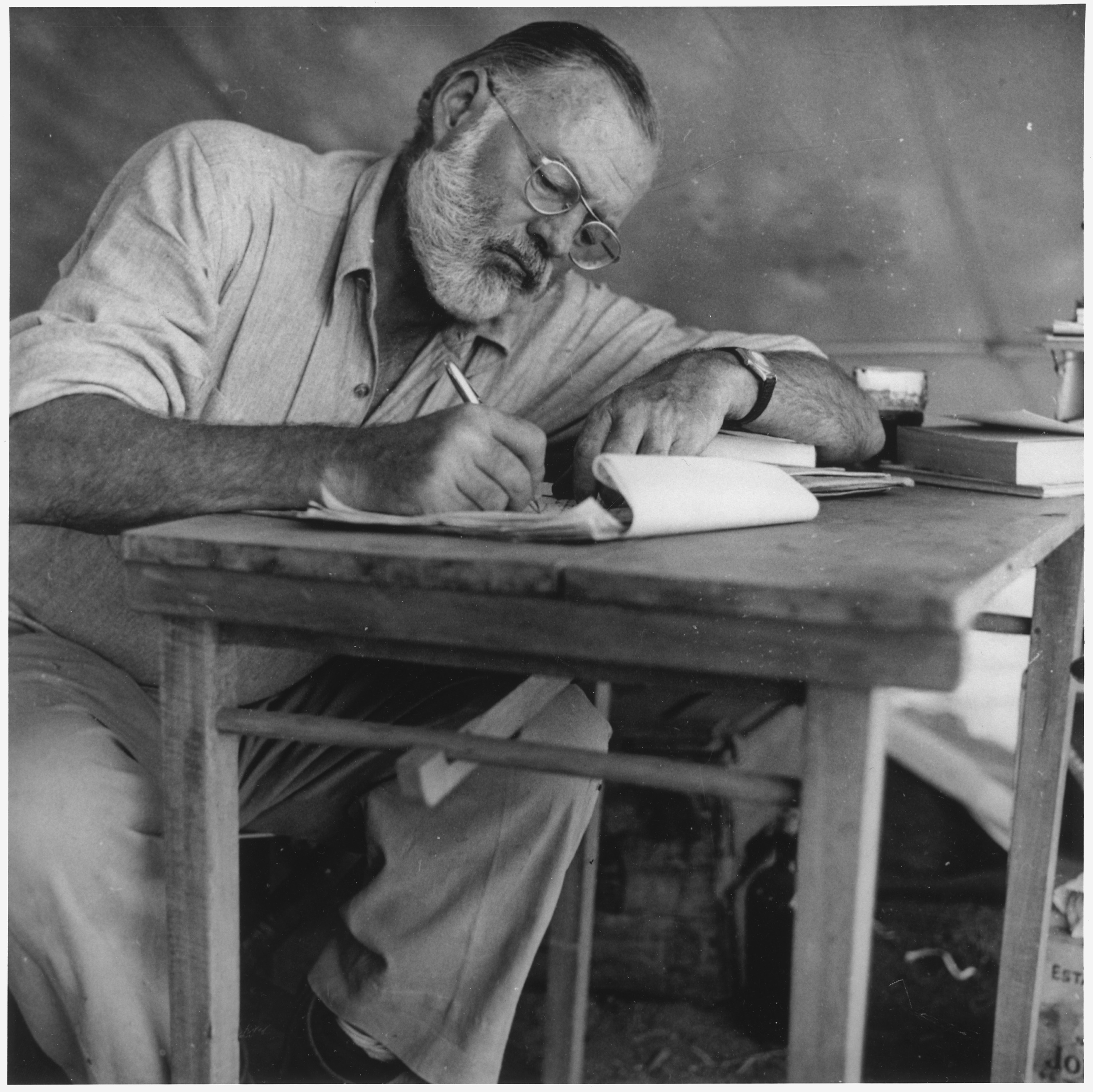

الموت هو الشاغل الرئيسي في الرواية. يُدرك روبرت جوردون عندما يُعين لتفجير الجسر أنه لن ينجو من العملية، وكذلك يرى زعماء عصابات الحرب الجمهوريون بابلو وإل سوردو أن موته أمر حتمي، وتنشغل أغلب الشخصيات الرئيسية في الرواية بالتفكير في موتهم أيضاً.
تظهر الصداقة الحميمة في مواجهة الموت طوال الرواية، ويتكرر استسلام الذات من أجل الصالح العالم. يظهر روبرت جوردون وأنسيلمو وغيرهم أتم الاستعداد لبذل أقصى التضحيات «كما ينبغي على كل الرجال الطيبين.» وتعزز لفتة الاحتضان المتكررة الشعور بالرفقة الوثيقة المتكاتفة في مواجهة الموت. وتمثل حادثة موت عائلة شخصية جواكين مثال ممتاز على هذه الفكرة، فعندما يعلم رفاق جواكين بهذا يعانقوه ويواسونه ويخبرونه أنهم عائلته الآن. ويحيط حب الرفاق هذا حب أرض إسبانيا، حب المكان وحب الحياة بذاتها يتمثل في أرض غابة الصنوبر سواء في البداية أو في النهاية عندما ينتظر روبرت وفاته شاعراً بضربات قلبه تدق بالقرب من أرض الغابة.
ودائماً ما يلوح الانتحار كبديل للمعاناة. الكثير من الشخصيات، وبمن فيهم روبرت، يفضلون الموت على أن يقبض عليهم وهم على استعداد لقتل أنفسهم أو يُقتلوا أو يقتلوا لتجنبه. وكما ينتهي الكتاب حيث يصاب روبرت جوردون ويصبح غير قادر على السفر مع رفاقه، وينتظر الكمين الأخير الذي سينهي حياته، ويعد نفسه لمواجهة المصير القاسي المتمثل في الانتحار لتجنب القبض عليه أو التعذيب الذي لا مفر منه لاستخلاص المعلومات. لكنه يأمل أن يتجنب الانتحار ويرجع ذلك إلى أن والده عاش جباناً ومات منتحراً. يفهم روبرت جوردون الانتحار لكنه لا يوافق عليه، ويعتقد أنه «لابد أن تكون مشغولاً بنفسك بشكل مفرط حتى تقدم على الانتحار.» وقد يوظف رأي روبرت هذا لتحليل انتحار هيمنغوي بعد 21 عاماً. توفي والد هيمنغوي منتحراً أيضاً وهذا موضوع مشترك في أعماله.
وتستكشف الرواية الأيديولوجيات السياسية وطبيعة التعصب. بعد أن لاحظ جوردون سهولة استخدام العبارة الرنانة «عدو الشعب» أصبح يعتقد أنه «لكي تكون متعصباً، عليك أن تكون واثقاً من انك تقف إلى جانب الحق. ولا شيء ادعى إلى ذلك من العفة، والعفة هي عدو الهرطقة والكفر.»
ويفسر روبرت جوردون خطر الفاشية على بلده. "وأخذ روبرت يشرح لهم طرية تنفيذ ضريبة الدخل وضريبة الإرث. ثم قال:" ومع ذلك، فهناك إقطاعيات كبيرة، لا تزال قائمة. وهناك أيضا ضرائب على الأرض." وقال بريمتيفو: " ولكن كبار الملاكين والأغنياء سيثورون حتما على هذه الضرائب. فهذه الضرائب في نظري من النوع الثوري. وبالطبع سيثورون على الحكومة، وعندما يرون أن مصالحهم مهددة تماماً كما فعل الفاشيون هنا." "هذا ممكن." "وسيتحتم عليكم ان تحاربوا في بلادكم كما نحارب نحن هنا." "طبعاً سنحارب." "ولكن أليس في بلدكم الكثير من الفاشيين؟" "لا ريب في أن عندنا الكثير الذين لا يعرفون إنهم فاشيون، ولكنهم سيعرفون ذلك حتماً في الوقت المناسب."

## صور بيانية
يستخدم همنجواي الصور البيانية لخلق أجواء العنف والموت الكثيفة التي تشتهر بها كتبه. وتغلب على لمن تقرع الأجراس الصور البيانية للآلات. وكما قام في رواية وداعاً يا سلاح، وظف همنجواي الخوف من تدمير الأسلحة الحديثة للمفاهيم العصر القديم المثالية من قتال ومنافسة شريفة وقوانين الصيد.
تصور حادثة إطلاق النار على والدي ماريا على جدار المسلخ جلياً فكرة تحول البطولة إلى مجزرة، حيث لا مكان للمجد إلا في البرقيات الرسمية فقط، وهنا يستخدم موضوع خيبة الأمل المصور أيضاً في وداعاً يا سلاح.
أكثر ما يثير الرعب هي الطائرات الفاشية التي يتسلل الأمل كلما لاحت في الأفق، وتتلاشى الجهود المبذولة، ويصبح الالتزام والقدرات لا معنى لها، خاصة خنادق قذائف الهاون التي تسببت في أصابت الملازم هنري. النصر حليف من يحمل السلاح الأكبر لا من هو أفضل. هؤلاء الجنود الذين يستخدمون هذه الأسلحة هم إلى الوحوش أقرب، ويفتقدون إلى جميع معاني الكرامة كما يقول فرناندو، ويصر أنسيلمو: «يجب أن نلقنهم درساً. علينا أن نأخذ منهم طائراتهم وأسلحتهم الآلية ودباباتهم ومدفعياتهم ونعلمهم الكرامة.»

## النقد والتأثير
في 5 نوفمبر 2019، أدرجت بي بي سي نيوز الرواية ضمن قائمتها لأكثر 100 رواية ملهمة .

### الرقابة
في عام 1940، أعلنت هيئة البريد الأمريكية أن الرواية غير قابلة للإرسال بالبريد.
في عام 1973، مُنعت الرواية في تركيا لاحتوائه على "دعاية مُعادية للدولة". وفي 21 فبراير من نفس العام، قُدِّم 11 ناشرًا تركيًا و8 بائعي كتب "للمحاكمة العسكرية في إسطنبول بتهم نشر وحيازة وبيع كتب مخالفة لأمر صادر عن قيادة الأحكام العرفية في إسطنبول. وحكم عليهم بالسجن مدة تتراوح بين شهر وستة أشهر ومصادرة كتبهم".

### اللغة
سبب أسلوب النثر والحوار في الرواية نقدًا سلبيًا. مثلًا، أشار إدموند ويلسون، في مراجعة، إلى ثقل "الجو الغريب من العصور الوسطى الأدبية" في العلاقة بين روبرت جوردان وماريا.
إضافةً إلى أن أغلب الحوار في الرواية عبارة عن ترجمة مباشرة من اللغة الإسبانية، مما ينتج عنه ما يعادلها باللغة الإنجليزية غالبًا أو ما يعرف لغويًا بشبه النظير. فمثلًا، يستخدم هيمنغوي عبارة " what passes that "، وهي ترجمة مباشرة للعبارة الإسبّانية qué pasa que.

### رفض جائزة بوليتزر
في عام 1941، رشحت لجنة جائزة بوليتزر للآداب بالإجماع رواية "لمن تقرع الأجراس" لجائزة بوليتزر للأعمال الخيالية. ووافق مجلس بوليتزر على ذلك. ومع ذلك، وجد نيكولاس موراي باتلر، رئيس مجلس إدارة جائزة بوليتزر وقتها، أن الرواية مسيئة وأقنع المجلس بإلغاء القرار، ولم تمنح جائزة بوليتزر للأعمال الخيالية في ذلك العام.

### في اسبانيا
في عام 1944، نُشر الرواية لأول مرة بالإسبانية عن طريق دار نشر كلاريداد الأرجنتينية، وتبعتها العديد من الطبعات اللاحقة الصادرة إما في الأرجنتين أو في المكسيك. أما في إسبانيا، فقوبلت الرواية في البداية بريبة شديدة من قبل مكتب الرقابة الفرانكوي.
وفي عامي 1942-1943، بذل السلك الدبلوماسي الإسباني جهودًا كبيرة محاولًا التأثير على النسخة النهائية من الفيلم المقتبس عن الرواية، والذي لم يُسمح بعرضه في دور السينما الإسبانية.
منذ عام 1953، عندما نُشرت رواية "الشيخ والبحر" في مدريد، نشرت معظم قصص وروايات هيمنغوي في إسبانيا. ومع ذلك، لم يكن هذا هو الحال مع رواية "لمن تقرع الأجراس"، رغم مناقشتها في الصحافة أحيانًا. ولم يرفع الحظر عن الرواية إلا في أواخر عام 1968، حيث صدرت بحلول نهاية العام بواسطة مجموعة بلانيتا.

## روابط خارجية
- لمن تقرع الأجراس على موقع الموسوعة البريطانية (الإنجليزية)